# Vânia Bastos
Vânia Bastos (* 13. Mai 1956 in Ourinhos/Bundesstaat São Paulo) ist eine brasilianische Sängerin.

## Leben
Bastos sang als Kind im Kirchenchor ihrer Heimatstadt. Sie gewann dreizehnjährig den Preis als beste Künstlerin bei einem regionalen Wettbewerb der Música Popular Brasileira (MPB) und nahm sechzehnjährig neben Hermelino Neder, Gil Jardim und anderen an einer Show über die Geschichte der Musik in Brasilien teil. 1975 zog sie nach São Paulo und begann ein Soziologiestudium an der Universidade de São Paulo. Daneben sang sie in mehreren Chören, nahm Blockflöten- und Musiktheorieunterricht und studierte Gesang bei Ula Wolf, Lee Alison und Nancy Miranda.
Ihre professionelle Laufbahn begann Bastos 1980 als Sängerin der Show und CD Clara Crocodilo von Arrigo Barnabés Band Sabor de Veneno. In den folgenden Jahren sang sie mit Itamar Assumpção, mit dem sie 1982 auch am Festival da Globo teilnahm, in der Gruppe Isca de Polícia und trat in Shows im  Teatro Lira Paulistana auf. Daneben arbeitete sie auch mit dem Komponisten Passoca zusammen. 1983 kehrte sie zu Barnabé zurück, mit dessen Shows sie durch ganz Brasilien tourte. 1984 nahm sie mit ihm das Album Tubarões Voadores auf und unternahm eine Europatournee.
Im Jahr 1985 begann Bastos ihre Sololaufbahn. Sie veranstaltete Shows in São Paul und Rio de Janeiro und nahm 1986 ihr erstes Soloalbum (u. a. mit einem Song von José Miguel Wisnik) auf. 1989 nahm sie mit Eduardo Gudin das Album Eduardo Gudin e Vânia Bastos mit Liedern und Arrangements des Komponisten auf. Daneben entstand das Album Corra e olhe o céu (mit Gal Costa und Caetano Veloso), und Bastos hatte in Paris einen Auftritt bei der Feier des 200. Jahrestages der französischen Revolution und trat mit Barnabé in Berlin auf.
Auf einem Album aus dem Jahr 1990 erschien der Song Paulista, der eine inoffizielle Hymne der Stadt São Paulo wurde. Im gleichen Jahr trat Bastos beim Eröffnungskonzert des Orquestra Jazz Sinfônica im Memorial da América Latina auf. Auf der CD Vânia Bastos e Cordas – Canções de Tom Jobim (1995) sang sie Songs von Antônio Carlos Jobim im Arrangement von Francis Hime. Das Album Belas e Feras aus dem Jahr 1999 enthielt ausschließlich Titel lebender brasilianischer Komponistinnen, darunter Marina Lima, Rita Lee und Ângela Ro Ro.
2000 trat Bastos u. a. mit Ivan Lins auf. Mit Luiz Avellar als Pianist und Arrangeur nahm sie 2003 das Album Vânia Bastos canta Clube da Esquina auf. Mit Ná Ozzetti, Mônica Salmaso, Jane Duboc und Tetê Espíndola entstand im gleichen Jahr die CD O Mestre Léo Peracchi e a Jazz Sinfônica – canções de Tom e Vinícius. In der Show Por um amor maior trat sie mit Francis Hime, Olívia Hime und Eduardo Gudin auf.

## Diskographie
- Clara Crocodilo, 1980
- Tubarões Voadores, 1984
- Eduardo Gudin e Vânia Bastos, 1989
- Cantando Caetano, 1992
- Canta Mais, 1994
- Vânia Bastos e Cordas – Canções de Tom Jobim, 1995
- Diversões não eletrônicas, 1997
- Por um beijo, 1998
- Belas e Feras, 1999
- Vânia Bastos canta Clube da Esquina, 2003
- Tocar na Banda, 2005